# Villette-lès-Dole
Villette-lès-Dole è un comune francese di 794 abitanti situato nel dipartimento del Giura nella regione della Borgogna-Franca Contea.

## Storia

### Simboli
Lo stemma è stato adottato dal comune il 25 settembre 2000.

## Società

### Evoluzione demografica
Abitanti censiti